# لیوبوتین
لیوبوتین (اوکراینی: Люботин, تلفظ می‌شود [lʲʊboˈtɪn]) شهری در استان خارکف در کشور اوکراین است. جمعیت این شهر ۲۰,۳۷۶ نفر (۲۰۲۱ تخمینی) است.

## نگارخانه

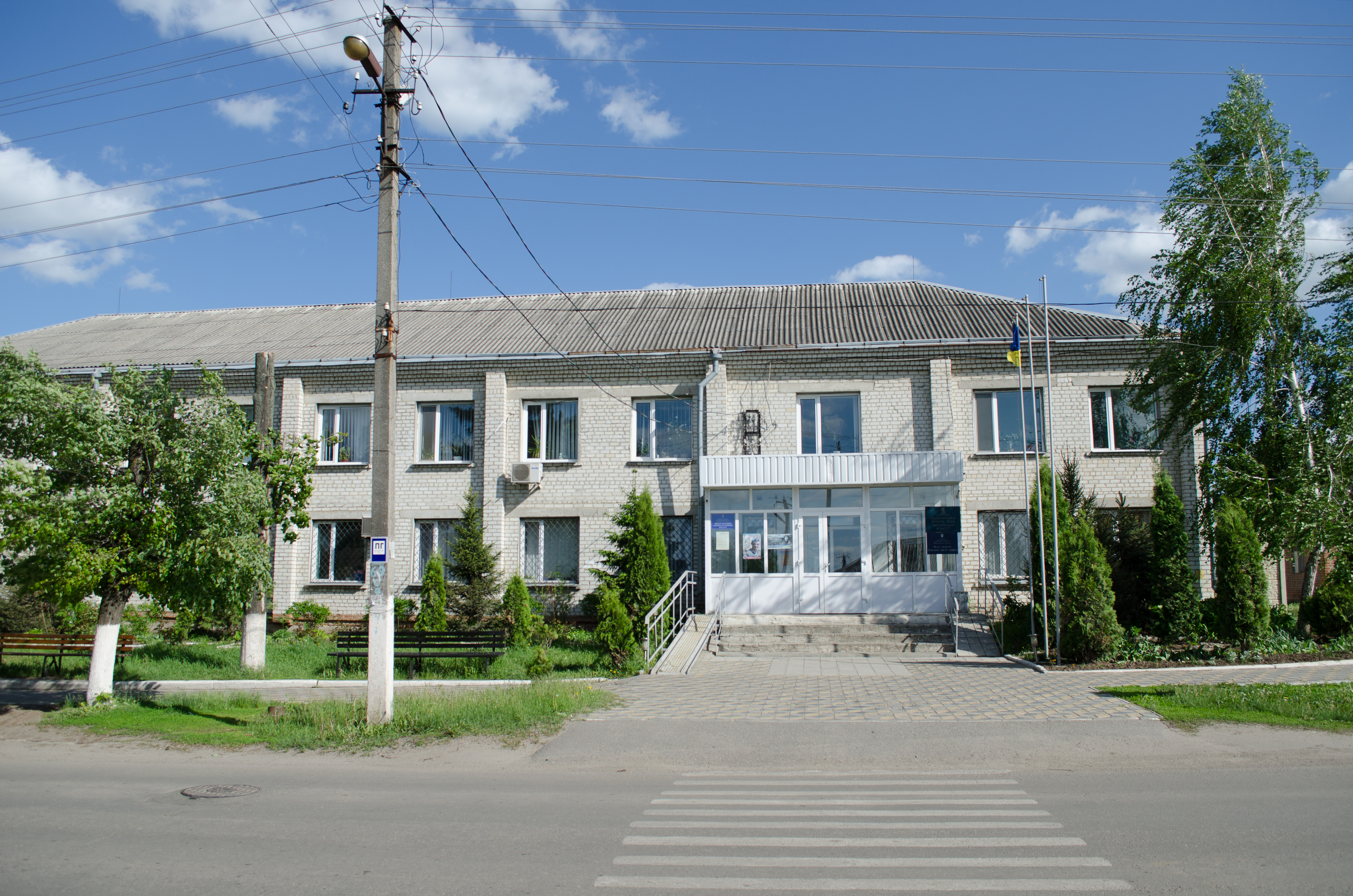
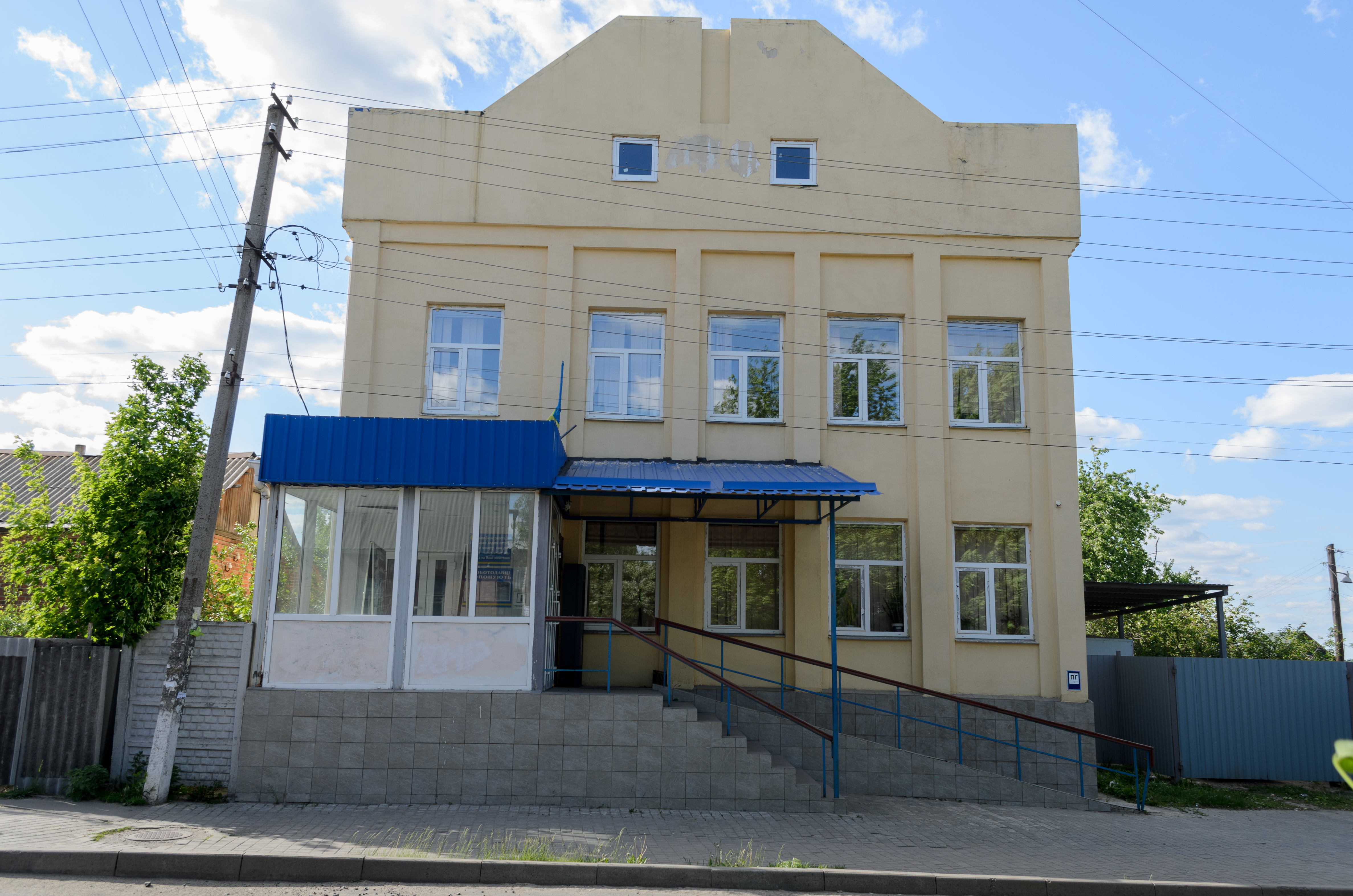
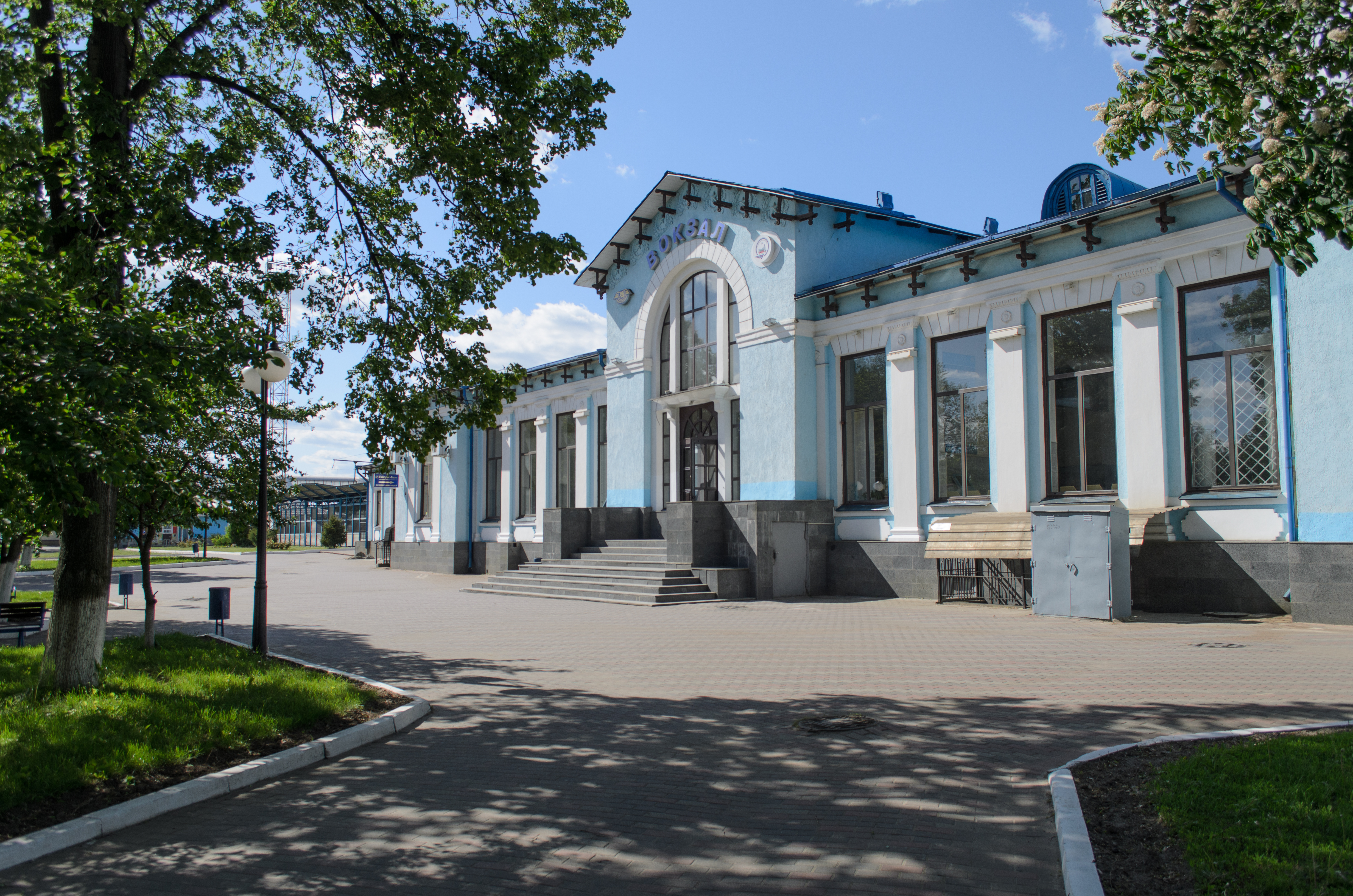
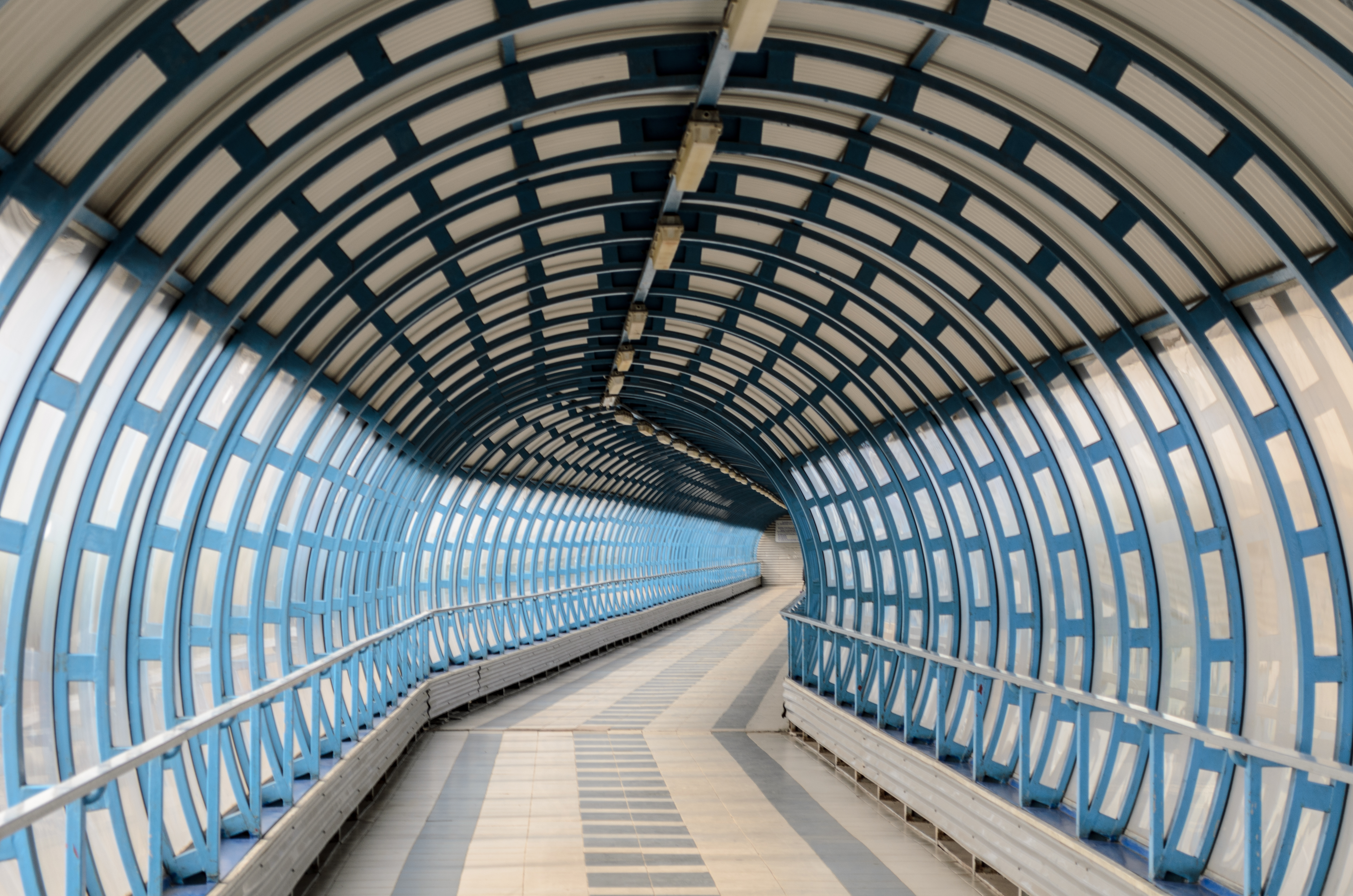
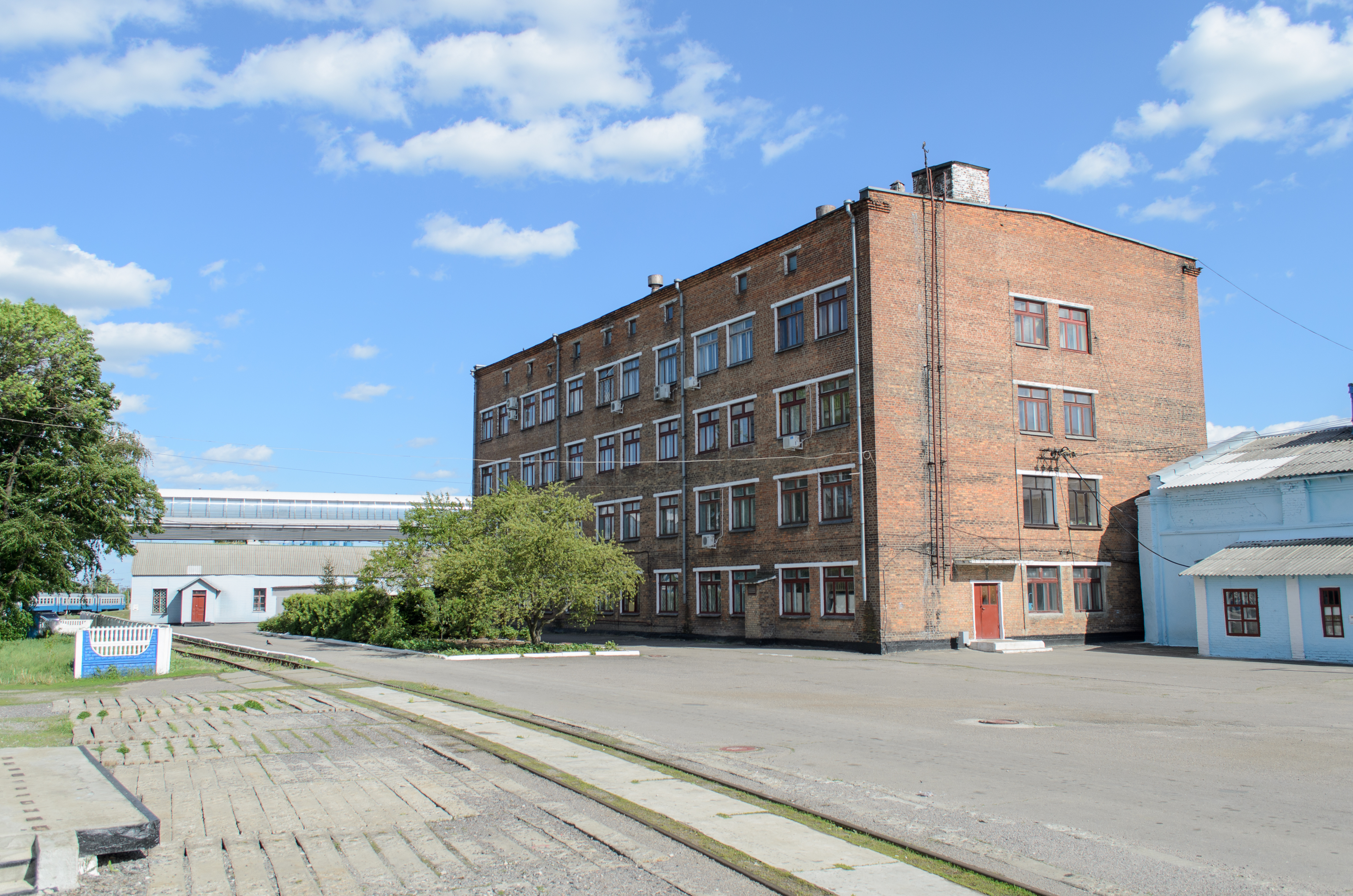
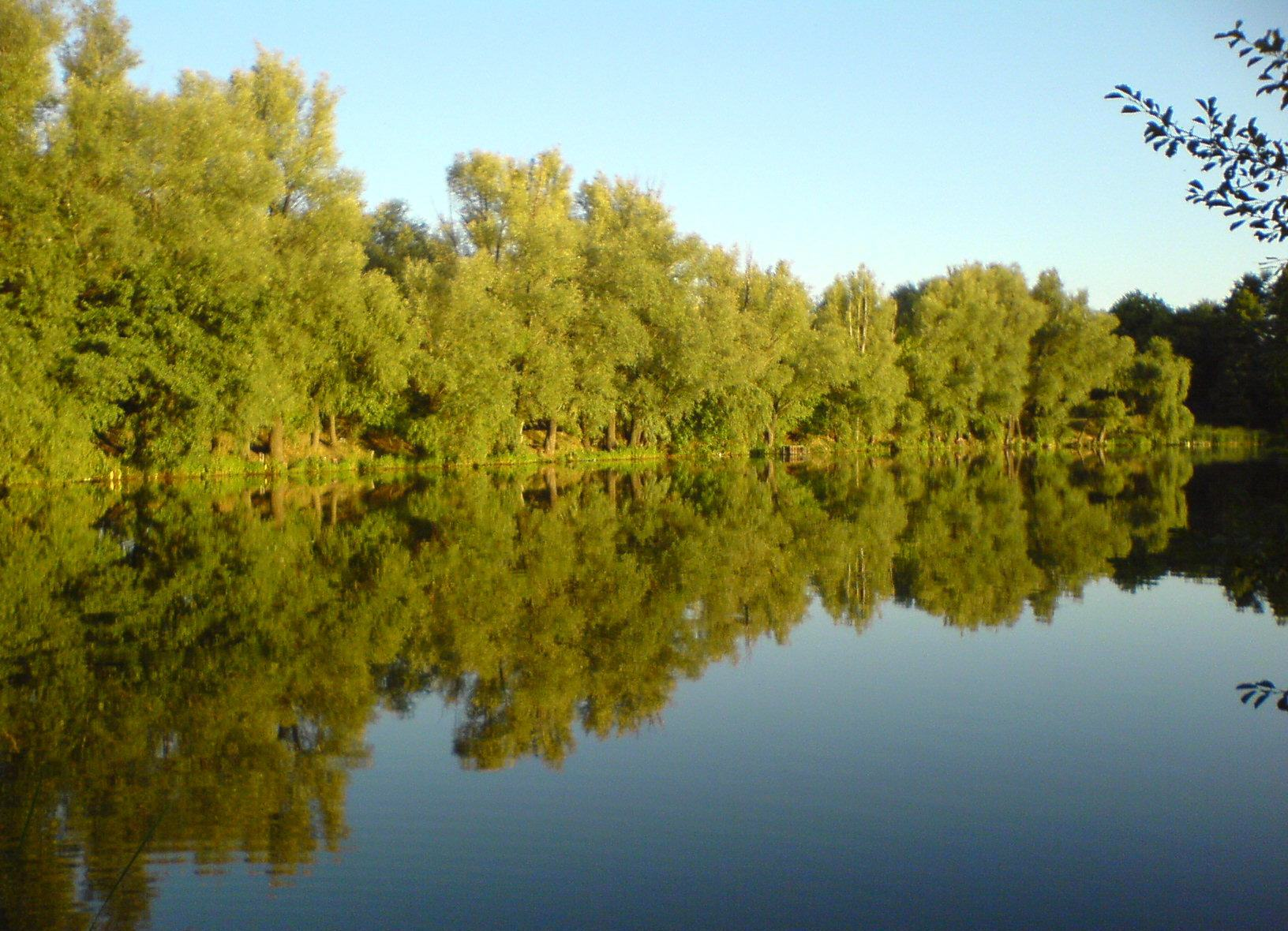